# Dolmen de Haute Suane
Le dolmen de Haute-Suane est un dolmen situé en limite des communes de Grimaud et Sainte-Maxime, dans le département du Var en France.

## Découverte
L'édifice a été découvert par G. Chabaud en 1971 après un incendie. Il est situé sur le ressaut de la colline de Haute-Suane, à 207 m d'altitude, dominant le golfe de Saint-Tropez. Il a fait l'objet d'une fouille de sauvetage en 1974. Les deux dolmens de Saint-Sébastien situés à peu de distance et le dolmen de Haute-Suane, tous trois découverts presque simultanément, sont parfois désignés sous le nom de dolmens de Haute-Suane et respectivement numérotés I, II et III (I et II correspondant aux dolmens de Saint-Sébastien  I et II).

## Architecture
Tous les éléments de construction sont en gneiss d'origine locale. La chambre sépulcrale est légèrement trapézoïdale (2 m sur 1,40 m) délimitée par cinq orthostates complétés par un muret en pierres sèches côté sud, soit un volume d'environ 3 m3. Le sol irrégulier n'a pas été aménagé, le substrat rocheux affleure par endroits.
| Dalle                                 | Longueur | Hauteur |
| ------------------------------------- | -------- | ------- |
| Côté nord                             | 1,25 m   | 0,85 m  |
| Côté sud                              | 1,40 m   | 0,85 m  |
| Côté ouest                            | 2 m      |         |
| Chevet                                | 1,60 m   | 0,85 m  |
| Données : Le dolmen de la Haute-Suane |          |         |

L'entrée de la chambre (0,55 m de large) est marquée par deux orthostats (hauteur 1,40 m) et une dalle de seuil. Le couloir est orienté au sud-ouest (azimut 261°), soir un léger décalage par rapport à l'axe de la chambre. Il est délimité, côté nord, par un muret constitué de trois à quatre assises de pierre, et, côté sud, d'un orthostat complété d'un muret en pierres sèches. L'ensemble mesure 2 m de long sur 1 m de large et 0,60 m de haut en moyenne et n'atteint pas la périphérie du tumulus. Ce dernier est de forme ovale (11 m sur 9 m). Il est composé de blocs de pierre irréguliers.

## Vestiges osseux et mobilier funéraire
Le niveau archéologique dans la chambre sépulcrale était assez réduit : une unique couche de 0,45 m à 0,50 m d'épaisseur, soit environ 1,5 m3. Les ossements humains et une partie du mobilier étaient brûlés. 
Tous les ossements humain ont été retrouvés dans la chambre, aucun dans le couloir. Ils correspondent à 33 individus distincts. Les études ultérieures en laboratoire ont montré que tous les ossements avaient été calcinés uniformément vers 900°, ce qui laisse entendre qu'ils furent placés dans un foyer extérieur avant d'être déposés dans la chambre puis recouverts par un apport volontaire de terre et de pierres. On est donc en présence «d'une véritable inhumation des dépôts funéraires incinérés». De nombreux ossements brûlés de serpents et lézards ont aussi été retrouvés. Comme au dolmen de Roque d'Aille, il semble donc que leur incinération avec les corps humains constituait une pratique usuelle.
Le mobilier funéraire a été retrouvé principalement le long des parois de la chambre avec un groupement plus important dans l'angle nord-ouest, et dans une moindre mesure dans le couloir. De nombreux tessons de céramique ont aussi été retrouvés dans le tumulus.
Le mobilier céramique inhumé correspond à un bol cylindrique complet et à un bol conique incomplet, tous deux non décorés, et à de nombreux tessons (vase à fond rond aux surfaces lissées, vases campaniformes décorés au peigne ou incisés). Le mobilier lithique se compose essentiellement d'armatures de flèches (dont 13 complètes), d'éclats et de lames en silex. Les éléments de parure comprennent de très nombreuses perles (une perle cylindrique en chlorite, une perle olivaire en talc, de petites perles en variscite, 518 perles discoïdes) et 21 pendeloques (2 en quartz hyalin, 19 en os en forme de griffe).
L'ensemble correspond à deux phases d'utilisation du dolmen : une première utilisation au campaniforme, attestée par la céramique,, suivie d'une réutilisation jusqu'au Chalcolithique récent (armatures de flèches à bords dentelés).